# Robin et Stella
Robin et Stella est une série télévisée jeunesse québécoise en 195 épisodes de 25 minutes diffusée du 28 août 1989 à 1993 sur Radio-Québec. Chaque semaine, une nouvelle histoire était présentée, échelonnée sur trois épisodes. L'émission s'adressait à un public de 9 à 12 ans, et était de style fantastique.

## Synopsis
Robin est un garçon terre à terre, qui aime le calme et la normalité. Stella quant à elle possède un tempérament impulsif, voire extrêmement explosif. On dit souvent que les contraires s'attirent et rien n'aurait pu laisser présager le rapprochement qui allait s'opérer entre ces deux personnalités opposées.
C'est quand Robin emménage dans l'appartement qu'occupait jadis la meilleure amie de Stella qu'il découvre, dans le placard, un obscur passage secret qui le mène directement dans l'appartement voisin, celui où vivent Stella et sa famille.
Malgré une répulsion mutuelle immédiate, ils apprendront rapidement à se connaître et, éventuellement, ils deviendront inséparables.

## Distribution

### Famille de Stella
- Lorraine Auger : Stella Francoeur
- Carole Chatel : Doris Diamant
- Patrice Coquereau : Rock Francoeur
- Thomas Graton : Darius Francoeur
- Julien Poulin : Conrad Francoeur
- Janine Sutto : Bob Galère

### Famille de Robin
- France Chevrette : Robin Brizard
- Michelle Léger : Violette Brizard
- Luc-Martial Dagenais : Léon Brizard
- Markita Boies : Boz (voix)

### Famille de Lolotte
- Véronique Pinette : Lolotte Boulet
- Benoît Vermeulen : Barracuda Boulet
- Francine Côté : Puce Boulet
- Johanne Fontaine : Louise Boulet

### Acteurs secondaires
- Marie Charlebois : Katou
- Serge Christianssens : Léopold Tapon
- René Gagnon : Torse de Bombay
- Maude Lefebvre : La fakir bon chic bon genre
- Lysane Gendron : Annie (professeur d'école)
- Michel Goyette : Barbeau
- Joël Legendre : Roy Milove (chanteur)
- Diane Lavallée : Yvonne
- Suzanne Marier : Lucille Gariépy-Pinard
- Pauline Martin : Simone Vidéotango
- Rose-Andrée Michaud : Catherine
- Jean-Louis Millette : Le génie Subito Presto
- Claude Prégent : Narrateur (voix)
- Pascale Perron : Michou
- Pierrette Robitaille : Sorcière
- Ghyslain Tremblay : Jean-Maurice Talon (directeur d'école)
- Vincent Leclerc : Le facteur insulté
- Hélène Loiselle : Olga Minoucha
- Gildor Roy : Boy Rogers
- Louis-Martin Despa : Moffette
- Roger Joubert : Siffleux
- Dominic Lamarre : Le Trans
- Manon Laflamme : Rondine
- Geneviève Angers : Pansu
- Gaétan Labrèche : Salvadore
- Reynald Bouchard : Les frères Médor, Victor et Matamore Pinsonneault

## Fiche technique
- Scénaristes : Joanne Arseneau, François Camirand, Michèle Poirier et Louise Roy
- Réalisation : Claude Boucher et André Guérard
- Musique : Richard Lord et Jean-Claude Marsan
- Société de production: S.D.A. Productions Ltée (François Champagne, Diane England)
- Première diffusion sur Radio-Québec, devenue Télé-Québec.

## Univers
L'univers étonnamment complexe de cette série fantaisiste mérite quelques explications.

### Chez Robin
Robin vit dans un petit appartement très à la mode pour les années 1990. Les couleurs vives, agencées à un mobilier nouveau genre, correspondent aussi très bien au style classique et hautain des parents de Robin, Léon et Violette. Hormis Buzz, le réveil parlant de Robin, et la cachette secrète de Robin dans un cheval décoratif, la seule caractéristique surprenante de cet appartement se trouve dans la chambre de Robin. Il s'agit du passage secret qui mène directement chez Stella.

#### Analyse
L'appartement de Robin représente à première vue la normalité : un environnement parental trop strict, trop sérieux et trop adulte pour permettre l'originalité et l'imagination. Dans cet univers rigide, on pourrait considérer la chambre de Robin comme étant l'entrée de l'imaginaire, un lieu où les règles commencent à s'effacer pour faire place à un monde merveilleux, à savoir l'appartement de Stella.

### Chez Stella
L'appartement de Stella est l'opposé parfait de celui de Robin. Le mobilier est dépareillé, un simple rideau sépare la salle à manger de la chambre de Stella. Bref, on est loin de l'aspect soigné de l'appartement de la famille Brizard. L'endroit le plus important du domicile est sans doute le "Laborium". Il s'agit d'une salle mystérieuse où Darius, l'excentrique oncle de Stella, s'adonne à d'étranges expériences qui sont parfois plus proches de la magie que de la science. Dans ce laboratoire, en plus de l'équipement scientifique de base, on retrouve le fameux "Rapidotron". Le Rapidotron ressemble à un ascenseur qui permet de se téléporter instantanément n'importe où dans le monde. C'est aussi dans le Laborium que débouche le fameux passage secret qui relie l'appartement de Robin et celui de Stella. Par ailleurs, Stella possède un petit animal de compagnie très spécial, le Oups, qui vit dans une petite grotte.

#### Analyse
L'appartement de Stella représente sans doute l'imaginaire, la liberté de pensée et l'absence de règles. Si quelque chose d'étrange, de surprenant ou même de surnaturel doit se produire, c'est généralement chez Stella que cela survient. Si ce n'est pas chez Stella, c'est dans un endroit accessible par le Rapidotron.

### Chez Lolotte
Généralement, la seule pièce que l'on voit de cet appartement est le hangar où Barracuda, le frère de Lolotte, a élu domicile. Il s'agit d'un endroit sale et désordonné. Il est bien arrivé à une ou deux reprises que l'on entrevoie l'intérieur de l'appartement, mais l'aspect flou de l'arrière-plan ne permettait pas de voir clairement la décoration.

#### Analyse
La famille de Lolotte sert à montrer la vie dans une famille non fonctionnelle. En effet, les fréquentes disputes des parents de Lolotte ont eu des effets néfastes sur leurs enfants. Lolotte s'est beaucoup renfermée sur elle-même lors de la séparation de ses parents. Barracuda, quant à lui, s'est extériorisé dans la méchanceté et l'égoïsme. Puce, de son côté, étant trop jeune pour comprendre ces histoires, se contente de dire qu'elle n'aime pas quand ses parents crient. Finalement, bien que la série Robin & Stella ait souvent des messages ou des morales constructives pour le développement des jeunes téléspectateurs, les événements qui se déroulent autour de la famille de Lolotte restent les plus troublants. Il est cependant important d'apprendre aux enfants la réalité des familles non fonctionnelles. L'objectif demeure de leur donner une certaine base pour établir une réaction répulsive vis-à-vis d'une situation semblable. Le rejet des familles non fonctionnelles constituait la pierre angulaire de la série. C'était un des buts de la série : aider les enfants en leur donnant des conseils sous forme de morales... [citation nécessaire]

## Épisodes

### Histoire 9: La boîte de fantaisie
Doris fait venir une merveilleuse machine qui permet à l'utilisateur de matérialiser ses désirs les plus chers. Cependant, à la suite de l'impatience qu'avait Stella d'essayer cette machine, celle-ci se brise et réalise les souhaits de l'utilisateur dans la réalité et de façon permanente. Prends gare à ce que tu souhaites, car tes souhaits peuvent se réaliser...

### Histoire 13: La lampe magique
Pour se venger de Robin et Stella, Barracuda décide de leur voler une lampe magique que Darius a ramené d'une de ses étranges expéditions. Quand il la frotte, il découvre qu'elle renferme le génie Subitto-Presto (interprété par Jean-Louis Millette). Il profite donc de cet allié inattendu pour se faire aimer de Robin et Stella. Malheureusement pour lui, cependant, le génie a d'autres plans pour lui.

### Histoire 14: La maladie de Stella
Stella ne se sent pas très bien. Elle a des étourdissements et hallucine mais, craignant la réaction de ses proches, elle garde ses malaises secrets. Résultat : elle perd conscience et se retrouve à l'hôpital.

### Histoire 30: Pic et Pomette
On se plaît à dire que, parfois, la réalité rejoint la fiction. Mais que faire quand c'est la fiction qui rejoint la réalité ? C'est à peu de chose près ce qui arrive à Robin et Lolote quand ils se retrouvent enfermés dans un livre de contes. La situation devient encore pire quand le jeune garçon rencontre une sorcière (interprétée par Pierrette Robitaille) qui lui fait une offre qu'il ne pourra refuser...

## Histoires
1. Aladdin
2. Boulabala
3. Catherine
4. Darius malade
5. Dans le corps de Robin
6. Difficile d'avoir un frère
7. L'argent
8. L'ombre noire
9. La boite de fantaisie
10. La croisière
11. La fuite de gaz
12. La fermeture du club
13. La lampe magique
14. La maladie de Stella
15. La naissance de Oupsi
16. La visite d'annie
17. La visite de Zéphir
18. Le braconnier
19. Le cirque
20. Le jeu vidéo
21. Le mystère de la pyramide
22. Le paquet de Suisse
23. Le theatro
24. Le vol du jeu vidéo
25. Les Antilles françaises
26. Les catalogues
27. Les extra-terrestres
28. Les multiplications
29. Natasha
30. Pic et Pomette
31. Voyage chez Zéphir
32. Le manoir du Mont-Noir
33. Puce a disparu !
34. L'usine qui pollue
35. Les bonbons magiques
36. à 65 : titres manquants

## Commentaires
Dans la trame sonore de cette série télévisée, on avait fait appel à de nombreux instruments de musique électronique dont la batterie numérique (Linn) et quelques synthétiseurs (utilisée en majeure partie avec le Yamaha DX7). Comprend également quelques sons du Roland D-50 et du Korg M1.
Un album de musique, Les Inséparables, est sorti en 1992 par Musicor.